# Мелиорация (хутор)
Мелиора́ция — хутор в Ипатовском районе (городском округе) Ставропольского края России.

## Варианты названия
- Миллиорация[2].

## Географическое положение
Расстояние до краевого центра: 103 км. Расстояние до районного центра: 9 км.

## История
Основан в 1923 году. Первоначально на месте современного хутора располагались личные подворья обосновавшихся здесь в 1918 году жителей села Винодельного (Чемрек). В 1929 году был образован колхоз «Мелиорация» (с 1934 года — «17 лет Октября»).
Согласно спискам за 1939 и 1953 годы хутор Мелиорация (Мелиорации) в административном отношении входил в состав Ипатовского сельсовета Ипатовского района. В списках за 1959, 1966 и 1970 годы он значился в составе Лиманского сельсовета.
В 1941—1945 годах жители хутора сражались на фронтах Великой Отечественной войны. Среди них — Н. И. Емельяненко (кавалер ордена Красной Звезды); А. Д. Трыков (награждён медалью «За отвагу»); А. М. Кулида (награждён медалью «За боевые заслуги») и другие.
В 1953 году хозяйства населённых пунктов Мелиорация, Весёлый и Юсуп-Кулакский были присоединены к колхозу имени Ленина.
До 1 мая 2017 года хутор входил в упразднённый Лиманский сельсовет.

## Население
| 1989 | 2002 | 2010 | 2014 | 2023 |
| ---- | ---- | ---- | ---- | ---- |
| 248  | ↗254 | →254 | ↗300 | ↘215 |

По данным переписи 2002 года, 80 % населения — русские.

## Инфраструктура
В советское время в Мелиорации были открыты магазин, библиотека. Во второй половине 2000-х годов хутор газифицировали в рамках краевой программы софинансирования.
Медицинскую помощь оказывает фельдшерско-акушерский пункт.
В населённом пункте две улицы — Подгорная и Шоссейная. В 450 м к юго-востоку от хутора расположено общественное открытое кладбище площадью 10 тыс. м².

## Связь и телекоммуникации
В 2016 году в хуторе введена в эксплуатацию точка доступа к сети Интернет (передача данных осуществляется посредством волоконно-оптической линии связи).